# Efekt Zeigarnik
Efekt Zeigarnik (z ang. „Zeigarnik Effect”) – pojęcie psychologiczne związane z zagadnieniami pamięci i motywacji psychologii ogólnej. Efekt odkryty i opisany został przez Blumę Zeigarnik w 1927 r.
W pierwotnej wersji Zeigarnik twierdziła, że zadania niewykonane pamiętane są lepiej niż zadania wykonane. Wykonanie zadania definiowane było w kategoriach satysfakcji osoby wykonującej, a nie tylko wykonania samego zadania. Jeśli wykonanie zadania jest satysfakcjonujące, będzie ono „zamknięte” i gorzej przypominane. 
Obecnie mówi się raczej o tym, że zadania, których dokończenie danej osobie przerwano są lepiej przypominane, niż te, które można było dokończyć.

## Przykład
Praktycznym przykładem występowania efektu Zeigarnik może być kelnerka, która lepiej pamiętać będzie klientów, którzy jeszcze nie zapłacili rachunku, niż tych, którzy już opuścili lokal.